# Eifeliano
| Carbonifero                                                                                         | Mississippiano | Tournaisiano | Più recente |
| Devoniano                                                                                           | Superiore      | Famenniano   | 372,15±0,46 |
| Devoniano                                                                                           | Superiore      | Frasniano    | 382,31±1,36 |
| Devoniano                                                                                           | Medio          | Givetiano    | 387,95±1,04 |
| Devoniano                                                                                           | Medio          | Eifeliano    | 393,47±0,99 |
| Devoniano                                                                                           | Inferiore      |              |             |
| Devoniano                                                                                           | Emsiano        | 410,62±1,95  |             |
| Devoniano                                                                                           | Praghiano      | 413,02±1,91  |             |
| Devoniano                                                                                           | Lochkoviano    | 419,62±1,36  |             |
| Siluriano                                                                                           | Pridoliano     | -            | Più antico  |
| Suddivisione del sistema del Devoniano secondo la Commissione internazionale di stratigrafia (ICS). |                |              |             |

Nella scala dei tempi geologici, l'Eifeliano rappresenta il primo dei due stadi stratigrafici o età in cui è suddiviso il Devoniano medio, la prima delle tre epoche del periodo Devoniano, che a sua volta è il quarto dei sei periodi in cui è suddivisa l'era del Paleozoico.
L'Eifeliano è compreso tra 397,5 ± 2,7 e 391,8 ± 2,7 milioni di anni fa (Ma), preceduto dall'Emsiano e seguito dal Givetiano.

## Etimologia
Il nome dello stadio Eifeliano deriva da quello dell'altopiano tedesco dell'Eifel, facente parte del massiccio scistoso renano, al confine con il Belgio e il Lussemburgo. 
Il concetto dell'Eifeliano come unità cronostratigrafica risale al lavoro di Heinrich Ernst Beyrich del 1837, e per lungo tempo fu in concorrenza con il Couviniano, da Couvin nelle Ardenne, come definizione dello stadio del periodo intermedio del Devoniano.
Nel 1982 la Subcommissione per il Devoniano raccomandò di utilizzare la comparsa dei conodonti della specie Polygnathus patulus partitus come limite inferiore del devoniano medio. Questa proposta fu infine ratificata nel 1984 a Mosca durante il Congresso della International Union of Geological Sciencies (IUGS).

## Definizioni stratigrafiche e GSSP
La base dell'Eifeliano e del Devoniano medio, è definita dalla prima comparsa negli orizzonti stratigrafici dei conodonti della specie Polygnathus costatus partitus. I conodonti della specie Icriodus corniger retrodepressus fanno la loro comparsa nella parte bassa della zona del P. partitus. Questo conodonte è facilmente riconoscibile e permette correlazioni con le sequenze nelle Ardenne, in Spagna e Inghilterra.

### GSSP
Il GSSP, il profilo stratigrafico di riferimento della Commissione Internazionale di Stratigrafia, è localizzato a circa 21 metri al di sopra della sezione esposta nel Wetteldorf Richtschnitt, vicino alla città di Schönecken-Wetteldorf, nelle colline dell'Eifel, in Germania.
Un parastratotipo per la base dell'Eifeliano è localizzato nei calcari pelagici Trebetov, all'interno della cava Prastav, vicino a Praga, nella Repubblica Ceca. 

## Suddivisioni
L'Eifeliano contiene cinque biozone a conodonti:
- Zona del Polygnatus xylus ensensis
- Zona del Tortodus kockelianus
- Zona del Tortodus australis
- Zona del Polygnathus costatus
- Zona del Polygnathus partitus